# Михалево (Ивановский район)
Михалево — село в Ивановском районе Ивановской области России, входит в состав Новоталицкого сельского поселения.

## География
Село расположено в 4 км на юго-запад от центра поселения села Ново-Талицы и в 11 км на запад от Иванова близ автодороги 24К-260 Ростов – Иваново.

## История
В конце XIX — начале XX века деревня Михалево входила в состав Авдотьинской волости Шуйского уезда Владимирской губернии, с 1918 года в составе Иваново-Вознесенского уезда Иваново-Вознесенской губернии. В 1859 году в деревне числилось 21 дворов, в 1905 году — 30 дворов.
С 1929 года деревня являлась центром Михалевского сельсовета Ивановского района, с 1954 года — в составе Ново-Талицкого сельсовета, с 2005 года — в составе Новоталицкого сельского поселения.

## Население
| 1859 | 1905 | 2010  |
| ---- | ---- | ----- |
| 133  | ↗143 | ↗1625 |

## Инфраструктура
В селе имеются Михалевская средняя школа (построена в 1967 году), амбулатория, отделение связи.